# Pucará de Copaquilla
O Pucará de Copaquilla (quechua: qupaqilla, 'polvo cor cinza') é um complexo arqueológico localizado na comuna do Chile de Putre, pertencente a Região de Arica e Parinacota, ao norte do Chile.
Se encontra ao noroeste de Arica a 3.000 m de altitude, advertir em uma renda rodeada de falésias e defendido por uma dupla muralha paralela. Em seu interior tem uns 400 recintos com muros circulares e piso de pedra, provavelmente corrais ou parapeitos defensivos. É originário do século XII e está declarado Monumento Nacional desde 1983. Foi restaurado pela Universidade de Tarapacá em 1979. Se tem acesso a este pela Ruta CH-11, próximo do complexo arqueológico tambo de Zapahuira.